# André Thouin

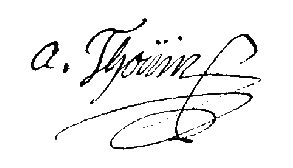
zijn handtekening in 1781

André Thouin (Parijs, 10 februari 1747 - aldaar, 27 oktober 1824) was een Frans botanicus en landbouwkundige. Zijn achternaam wordt ook wel als Thoüin of Thouïn gespeld.

## Biografie
André Thouin was een zoon van Jean-André Thouin (overleden 1764), hoofdtuinman van de Jardin du Roi, en broer van de tuinarchitekt Gabriel Thouin (1747-1829). Thouin werd in de botanie onderwezen door Bernard de Jussieu (1699-1777). Toen hij zeventien was, stierf zijn vader onverwacht. Hij beschikte toen al over zoveel botanische kennis dat de Buffon (1707-1788) hem de baan van zijn vader aanbood. Op dat moment was hij de enige kostwinner voor zijn moeder en zijn drie broers en twee zussen. Tijdens zijn werkzame leven in de tuin, vergrootte hij het aantal levende planten en cultuurgewassen, zodat het er bij zijn dood zo'n 6.000 waren. Hij woonde zijn hele leven in de Jardin des Plantes, in eerste instantie samen met zijn broers en zusters, in een bijgebouw van de oude kassen, waar hij bij tijd en wijle mensen als Malesherbes en Rousseau ontving.
Thouin werkte mee aan de Encyclopédie van Diderot en d'Alembert. Hij was hoofd van de collecties van het museum, botanicus, specialist in het enten van planten, en in het kweken van exotische planten. Hij werd in 1784 lid van de Société d’agriculture, in 1786 van de Académie des sciences, en in totaal van 72 academies en wetenschappelijke verenigingen. Hij stelde, samen met René Desfontaines (1750-1831), een inventaris op van de botanische tuinen rond Parijs, die eigendom waren geweest van de inmiddels onteigende adel en andere voormalige hoogwaardigheidsbekleders.
Thouin werd gekozen in de Staten-Generaal van 1789, als afgevaardigde van de Derde Stand. In 1790 werd hij gekozen in het Conseil général (departementsraad) van het departement van de Seine, waar hij tot 10 augustus 1792 deel van uitmaakte. Het volgende jaar werd hij benoemd tot hoogleraar-directeur van het Muséum national d'histoire naturelle, belast met het onderwijs in de teelt en de naturalisatie van exotische gewassen. Hij richtte er in 1806 een praktijkschool voor de landbouw op.
In 1794 volgde hij de revolutionaire legers naar Nederland, waar hij, samen met Barthélemy Faujas de Saint-Fond (1741-1819), belast was met het vorderen van collecties. In 1796 had hij eenzelfde missie tijdens de Italiaanse Veldtocht van Napoleon Bonaparte.
Georges Cuvier (1769-1832) sprak na zijn overlijden een lofrede uit voor het Institut de France. André Thouin ligt begraven op het Parijse kerkhof Père Lachaise.

## Bibliografie

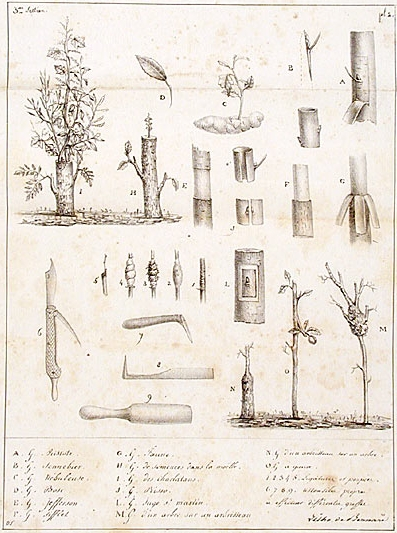
pagina over het maken van enten.